# 巴瑞替尼
巴瑞替尼（英語：Baricitinib），商品名愛滅炎（英語：Olumiant），是一种口服的免疫调节藥物，用於類風濕性關節炎、圓禿和新冠肺炎   。它會抑制JAK激酶的兩個亞型（Janus激酶1和Janus激酶2），同屬Janus激酶抑制剂。
常见副作用包括恶心、上呼吸道感染、带状疱疹和单纯疱疹。其他副作用包括可能严重感染、淋巴瘤、血栓、腸胃穿孔和肝脏问题。尚无足夠研究證實药物在在孕期使用，在动物研究發現对婴儿可能造成伤害。
巴瑞替尼分別于2017年和2018年，在欧洲及美國獲得醫療使用許可 。